# Dryopteris lividis
Dryopteris lividis là một loài dương xỉ trong họ Dryopteridaceae. Loài này được Ching & Chu H.Wang mô tả khoa học đầu tiên năm 1959.
Danh pháp khoa học của loài này chưa được làm sáng tỏ. 